# Famille Chtcherbatov
 (juillet 2024).
Si vous disposez d'ouvrages ou d'articles de référence ou si vous connaissez des sites web de qualité traitant du thème abordé ici, merci de compléter l'article en donnant les références utiles à sa vérifiabilité et en les liant à la section « Notes et références ».
La famille Chtcherbatov (en alphabet cyrillique : Щербатов), est une famille princière issue de la dynastie riourikide. Patronyme russe : Chtcherbatov (au masculin), Chtcherbatova (au féminin). 
Dérivé de chtcherbaty, sobriquet russe signifiant ébréché et renvoyant à une dentition frontale incomplète.

## Origine
Les princes de la famille Chtcherbatov sont issus des princes Tchernigov. Le fondateur de cette famille de la haute noblesse russe fut le prince Vassili Andreevitch Obolenski, surnommé Chtcherbaty. Les princes Chtcherbatov au XVIIe siècle apparaissent dans la noblesse moscovite, avocats, stolniks (intendants), okolnitchi, ils jouèrent un rôle de premier plan dans les organes du gouvernement central de Moscou et les voïvodes. Au cours des XVIIIe et XIXe siècles, ils exercèrent de hautes fonctions administratives, publiques et militaires.

## Armes

Armoiries des princes Chtcherbatov.

L'écu se divise en quatre parties. En son centre, un champ or orné d'un aigle de sable couronné tenant ses ailes déployées, dans ses serres une croix d'or. La première et la quatrième partie sur fond azur représente un ange vêtu d'une robe de tissu argenté, dans sa main droite, une épée d'argent, dans sa main gauche, un bouclier d'or. La deuxième et la troisième partie, sur fond sable, une forteresse argent. L'ornement extérieur se compose d'un manteau doublé d'hermine coiffé de la couronne princière, elle-même surmontée d'une croix.

## Filiation

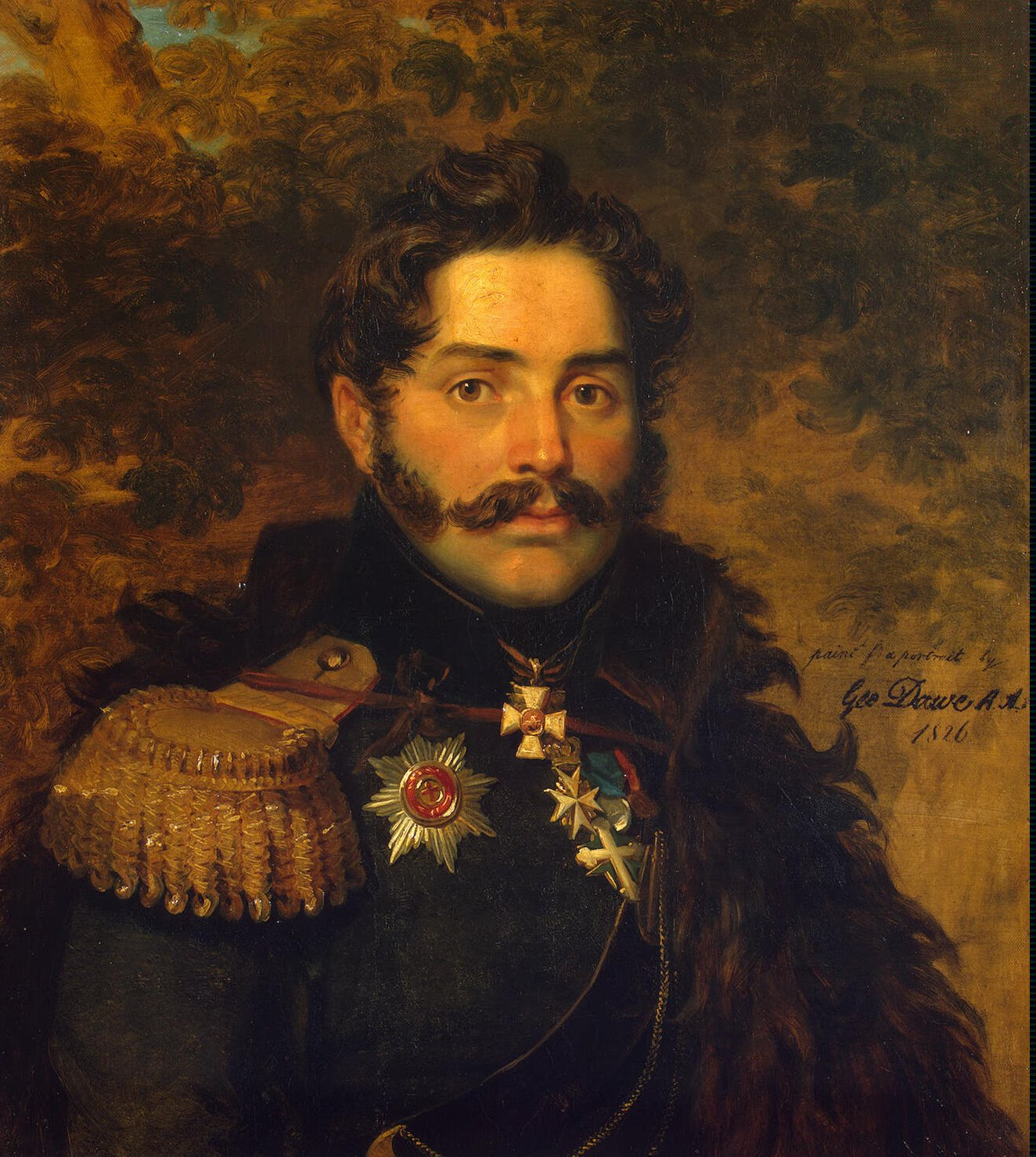
Le prince Alexandre Fiodorovitch Chtcherbatov (1773-1817), portrait de George Dawe, galerie militaire, Musée de l'Ermitage, Saint-Petersbourg.

- Vassili Chtcherbaty Obolenski : Fils d'Andreï Constantinovitch Chtcherbaty, prince Obolenski[3].
  - Vassili Vassilievitch, prince Obolenski : († 1492), il fut gouverneur de Smolensk. Il eut six enfants : Ivan (Vassili) Vassilievitch dit "l'Aveugle", Mikhaïl Vassilievitch, Alexandre Vassilievitch, Vassili Vassilievitch (le Jeune - † 1540) gouverneur, Grigori Vassilievitch, Silvestr Vassilievitch[4]
    - Mikhaïl Vassilievitch, prince Obolenski : Fils du précédent.
      - Ossip Mikhaïlovitch, prince Obolenski : († 1578, Okolnitchi (1572), gouverneur, fils du prince Mikhaïl Vassilievitch Obolenski. Fondateur de la seconde branche de la lignée Chtcherbatov. Père de Ivan Ossipovitch Chtcherbatov, Luka Ossipovitch Chtcherbatov, Piotr Ossipovitch Chtcherbatov[3]
        - Luka Ossipovitch Chtcherbatov : prince († 1633), fils du précédent, il appartient à la noblesse de Moscou, gouverneur, père de Vassili Loukievitch.
        - Piotr Ossipovitch : frère cadet du précédent.
          - Vassili Petrovitch († 1637), intendant, gouverneur, il épousa Ievfimia Vassilievna Rostovskaïa († 1613), un fils naquit de cette union : Fiodor Vassilievitch[3].
            - Fiodor Vassilievitch († 1680), fils du précédent, intendant (1637), il épousa Praskovia Petrovna Sabourova, trois fils naquirent de cette union : Fiodor Fiodorovitch († 1680), intendant (1661), Iouri Fiodorovitch, Piotr Fiodorovitch († 1694), intendant[3].
              - Iouri Fiodorovitch († 1737), intendant (1736), okolnitchi (1693), conseiller d'État (1724-1727), après avoir pris sa retraite en 1732, il devint moine. Il épousa Anna Mikhaïlovna Volynskaïa (1677-1738). Un enfant naquit de cette union : Mikhaïl Iourievitch[3].
                - Mikhaïl Iourievitch : (1678-1738), fils du prince Iouri Fiodorovitch. Stolnik (1694), lieutenant au Régiment de la Garde Semionovsky (1698), capitaine (1700), major-général (1730), il prit part à la Guerre du Nord, commandant du Régiment d'infanterie Nevski (1715 à 1731); commandant en chef de Moscou (1730), gouverneur d'Arkhangelsk (1732), il était le père de Mikhaïl Mikhaïlovitch[5]. Major-général, Il épousa Maria Grigorievna Toufiakina, une fille : Ievdokia Mikhaïlovna (1703-1768), veuf, il épousa Irina Semionovna Sontsova-Zassekina, deux enfants naquirent de cette union : Piotr Mikhaïlovitch (1727-1760) et Mikhaïl Mikhaïlovitch (1737-1790), peintre et historien russe[6].
                  - Mikhaïl Mikhaïlovitch (1733-1790), frère du précédent, historien, essayiste, membre honoraire de l'Académie des Sciences de Saint-Pétersbourg (1776), membre de l'Académie russe (1783), il épousa Natalia Ivanovna Chtcherbatova, de cette union naquirent six enfants : Ivan Mikhaïlovitch, Dmitri Mikhaïlovitch, Irina Mikhaïlovna, elle épousa l'historien Matveï Grigorievitch Spiridov (1751-1829), Praskovia Mikhaïlovna, Anna Mikhaïlovna, Natalia Mikhaïlovna.
                  - Piotr Mikhaïlovitch (1727-1760), frère du précédent et de son épouse Irina Semionovna Sontsova-Zassekina, il épousa Natalia Pavlovna Balk-Poleva (1726-1791), trois enfants naquirent de cette union : Alexandre Petrovitch, Alexeï Petrovitch, Pavel Petrovitch.
                    - Alexandre Petrovitch Chtcherbatov (1746-?), fils du précédent et de son épouse née Natalia Pavlovna Balk-Poleva, lieutenant-colonel, il épousa Ielizaveta Mikhaïlovna Safonova. De cette union naquirent trois enfants : Alexandre Alexandrovitch (1766-1834), Piotr Alexandrovitch (1775-1825), Mikhaïl Alexandrovitch (1780-1826)[7]
                      - Alexandre Alexandrovitch (1776-1834), fils du précédent, il épousa Maria Petrovna Boulgakova (1770-1800), veuf, il épousa Praskovia Sergueïevna Odoevskaïa (1773-1851), six enfants naquirent de cette union : Nikolaï Alexandrovitch, Praskovia Alexandrovna (elle épousa Dmitri Alexeïevitch Chtcherbatov († 1853)), Ielizaveta Alexandrovna, Sergueï Alexandrovitch (1804-1872), Anna Alexandrovna (1808-1870) (elle épousa Pavel Konstaninovitch Aleksandrov (1808-1857)), Natalia Alexandrovna (1818-?) (elle épousa le baron Mikhaïl Karlovitch von Rosen (1816

## Chtcherbatova

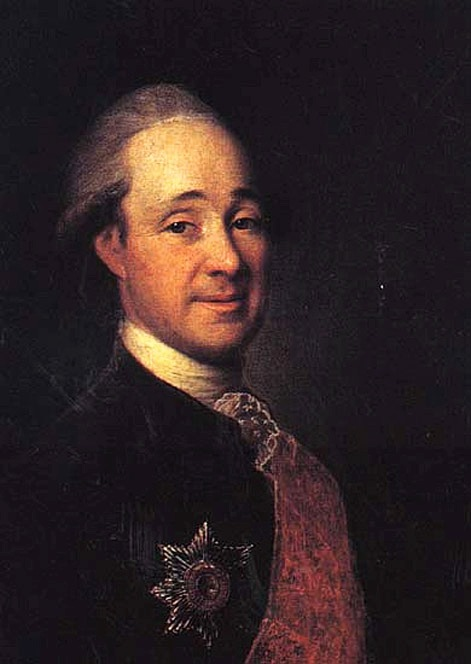
Le prince Mikhaïl Mikhaïlovitch Chtcherbatov (1733-1790), historien et essayiste, un portrait de Dmitri Grigorievitch Levitski.

- Natalia Dmitrievna Chtcherbatova : Princesse, (1795-1884), fille du prince Dmitri Mikhaïlovitch et petite-fille de l'historien et essayiste Mikhaïl Mikhaïlovitch Chtcherbatov (1733-1790). En 1819, elle épousa le décembriste Fiodor Petrovitch Chakhovskoï.
- Praskovia Sergueïevna Chtcherbatova : Princesse, (1840-1924), fille du prince Sergueï Alexandrovitch Chtcherbatov (1804-1872) et de son épouse Praskovia Borisovna Sviatopolk-Tchetvertinskaïa (1825-1872), historienne et archéologue, en 1859, elle épousa Alexeï Sergueïevitch Ouvarov (1825-1884). Pour son personnage de Kitty Stcherbatski, dans le roman Anna Karénine, Léon Tolstoï choisit pour modèle la princesse Praskovia Sergueïevna Chtcherbatova[8].